# Voglans
Voglans est une commune française située dans le département de la Savoie, en région Auvergne-Rhône-Alpes.

## Géographie

### Situation et description
La commune est située dans le département de la Savoie entre les communes Chambéry et Aix-les-Bains et à proximité du lac du Bourget.

### Voies de communication
La départementale 1201 (ancienne route nationale 201) qui permet de rejoindre le lac du Bourget relie Chambéry à la Haute-Savoie, traverse le territoire communal selon un axe nord-sud.
L'autoroute A41 traverse la partie orientale de la commune.

## Urbanisme

### Typologie
Au 1er janvier 2024, Voglans est catégorisée ceinture urbaine, selon la nouvelle grille communale de densité à sept niveaux définie par l'Insee en 2022.
Elle appartient à l'unité urbaine de Chambéry, une agglomération intra-départementale regroupant 35  communes, dont elle est une commune de la banlieue,,. Par ailleurs la commune fait partie de l'aire d'attraction de Chambéry, dont elle est une commune de la couronne,. Cette aire, qui regroupe 115 communes, est catégorisée dans les aires de 200 000 à moins de 700 000 habitants,.

### Occupation des sols
L'occupation des sols de la commune, telle qu'elle ressort de la base de données européenne d’occupation biophysique des sols Corine Land Cover (CLC), est marquée par l'importance des territoires artificialisés (48,5 % en 2018), en augmentation par rapport à 1990 (37,4 %). La répartition détaillée en 2018 est la suivante : terres arables (33 %), zones industrielles ou commerciales et réseaux de communication (30,6 %), zones urbanisées (17,8 %), zones agricoles hétérogènes (12,4 %), forêts (5,3 %), zones humides intérieures (0,9 %).
L'IGN met par ailleurs à disposition un outil en ligne permettant de comparer l'évolution dans le temps de l'occupation des sols de la commune (ou de territoires à des échelles différentes). Plusieurs époques sont accessibles sous forme de cartes ou photos aériennes : la carte de Cassini (XVIIIe siècle), la carte d'état-major (1820-1866) et la période actuelle (1950 à aujourd'hui).

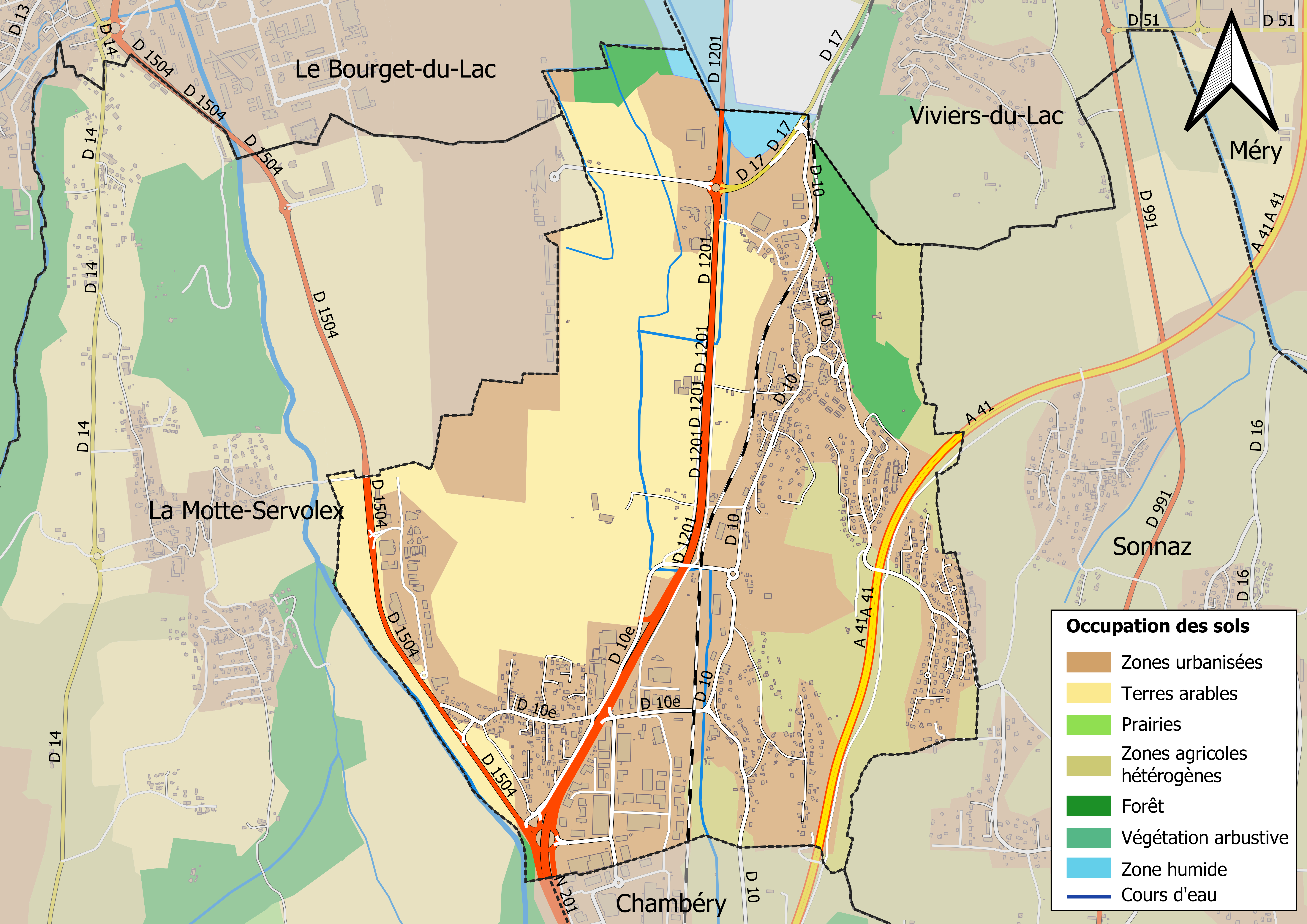
Carte des infrastructures et de l'occupation des sols en 2018 (CLC) de la commune.
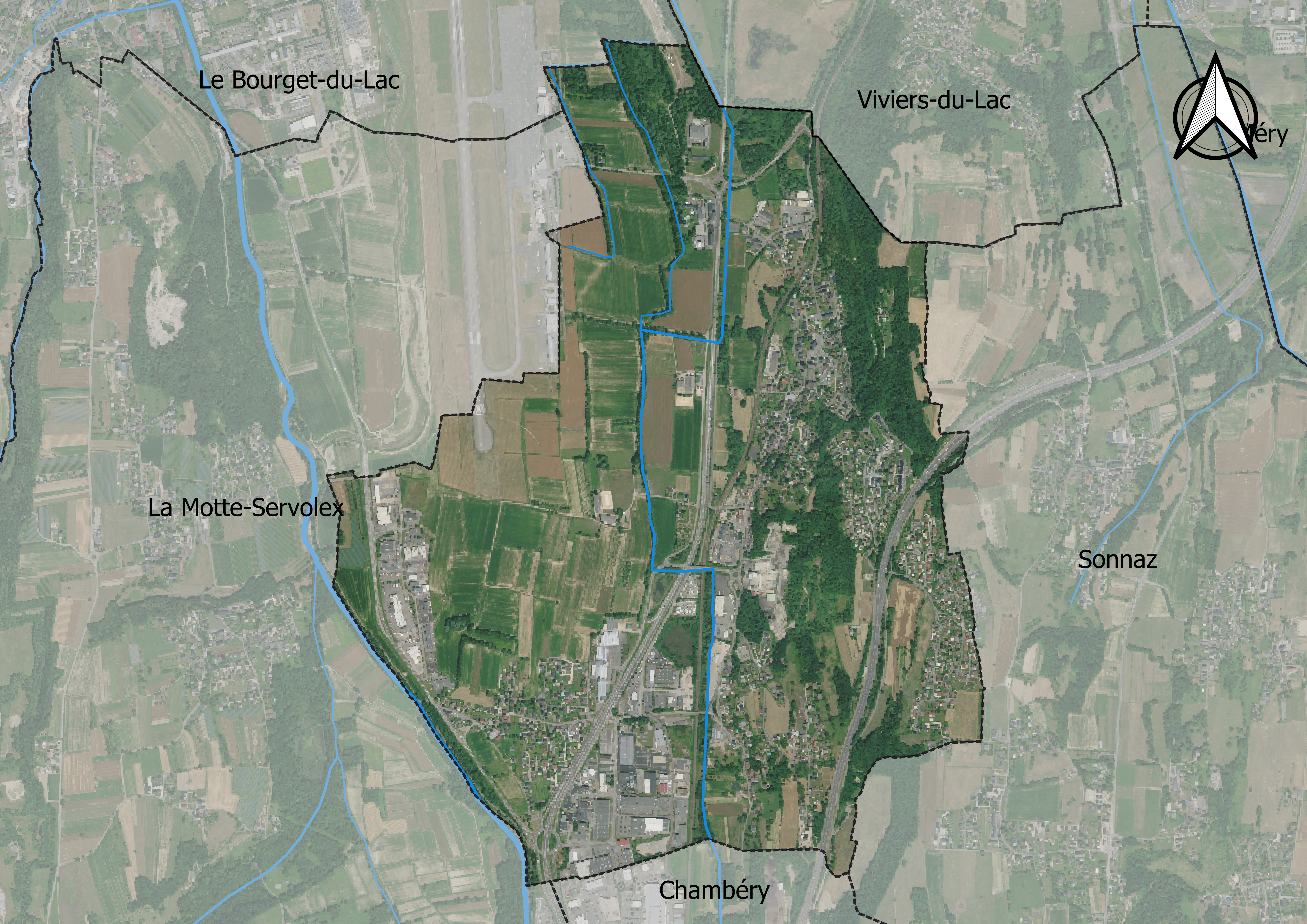
Carte orthophotogrammétrique de la commune.

## Toponymie
- D'origine burgonde, dériverait d'un primitif Wôkilingos, dérivé du nom propre Wokila.
- Anciennement : Voglen, Vouglens.

En francoprovençal, le nom de la commune s'écrit Voglyan, selon la graphie de Conflans.

## Histoire
Aimon/Aymon, seigneur de Chambéry, fonde le prieuré de Voglans en 1042.
En 1335, le comte de Savoie se substitue à Voglans aux droits de l'abbaye de la Novalaise en lui donnant en échange des terres dans le Piémont[réf. incomplète].

## Politique et administration

### Liste des maires
| Période                                  | Période   | Identité        | Étiquette | Qualité |
| ---------------------------------------- | --------- | --------------- | --------- | ------- |
| mars 1989                                | mars 2008 | Bernard Vincent |           |         |
| mars 2008                                | En cours  | Yves Mercier    |           |         |
| Les données manquantes sont à compléter. |           |                 |           |         |

## Population et société

### Démographie
L'évolution du nombre d'habitants est connue à travers les recensements de la population effectués dans la commune depuis 1793. Pour les communes de moins de 10 000 habitants, une enquête de recensement portant sur toute la population est réalisée tous les cinq ans, les populations de référence des années intermédiaires étant quant à elles estimées par interpolation ou extrapolation. Pour la commune, le premier recensement exhaustif entrant dans le cadre du nouveau dispositif a été réalisé en 2006.

En 2022, la commune comptait 1 998 habitants, en évolution de +5,99 % par rapport à 2016 (Savoie : +3,63 %, France hors Mayotte : +2,11 %).
| 1793 | 1800 | 1806 | 1822 | 1838 | 1848 | 1858 | 1861 | 1866 |
| ---- | ---- | ---- | ---- | ---- | ---- | ---- | ---- | ---- |
| 381  | 336  | 370  | 662  | 700  | 769  | 732  | 712  | 802  |

| 1872 | 1876 | 1881 | 1886 | 1891 | 1896 | 1901 | 1906 | 1911 |
| ---- | ---- | ---- | ---- | ---- | ---- | ---- | ---- | ---- |
| 700  | 671  | 661  | 634  | 656  | 575  | 609  | 515  | 524  |

| 1921 | 1926 | 1931 | 1936 | 1946 | 1954 | 1962 | 1968 | 1975 |
| ---- | ---- | ---- | ---- | ---- | ---- | ---- | ---- | ---- |
| 479  | 525  | 503  | 503  | 502  | 572  | 699  | 824  | 831  |

| 1982 | 1990  | 1999  | 2006  | 2011  | 2016  | 2021  | 2022  | - |
| ---- | ----- | ----- | ----- | ----- | ----- | ----- | ----- | - |
| 898  | 1 015 | 1 447 | 1 639 | 1 695 | 1 885 | 1 969 | 1 998 | - |

### Enseignement
La commune de Voglans est rattachée à l'académie de Grenoble.

## Économie
De 1877 à 1945, la société Gerland y a exploité une mine de lignite, utilisée pour le chauffage et la production d'électricité. L'ancienne usine de traitement de lignite de Voglans qui subsiste sert aujourd'hui d'entrepôt.

## Culture locale et patrimoine

### Espaces verts et fleurissement
En 2015, la commune de Voglans obtient une seconde fleur au label « ville fleurie » attribuée par le Conseil national des villes et villages fleuris de France au concours des villes et villages fleuris.

### Personnalités liées à la commune
- La famille Salteur de la Serraz qui habitait le château devenu l'actuelle mairie.